# Anastasia Kielesidu
Anastasia Kielesidu (gr. Αναστασία Κελεσίδου; ur. 28 listopada 1972 w Hamburgu) – grecka dyskobolka. Dwukrotna srebrna medalistka igrzysk olimpijskich w Sydney i igrzysk olimpijskich w Atenach, a także olimpijka z Atlanty. Dwukrotna srebrna medalistka mistrzostw świata w Sewilli i mistrzostw świata w Paryżu. W 2001 na światowym czempionacie w Edmonton zdobyła brązowy medal.